# Tây du ký (phim truyền hình 1986)
Tây du ký (tiếng Trung: 西游记, bính âm: Xī Yóu Jì; tiếng Anh: Journey to the West; tiếng Việt sát nghĩa: Chuyến đi về phía Tây) là một bộ phim truyền hình được chuyển thể từ tiểu thuyết cùng tên của nhà văn Trung Quốc Ngô Thừa Ân. Phim do Đài truyền hình trung ương Trung Quốc (CCTV) và Cục Đường sắt Trung Quốc phối hợp sản xuất, kể về một nhà sư thời vua Đường Thái Tông tên Huyền Trang đã trải qua 81 kiếp nạn thử thách để lấy được kinh Phật trở về truyền bá ở quê hương. Phim được thực hiện trong 6 năm bắt đầu từ năm 1982 và kết thúc vào năm 1988. Năm 1986, CCTV đã chính thức công chiếu 11 tập đầu tiên được quay từ trước và lấy năm phát sóng đầu làm năm phát hành gốc, vì thế phiên bản này thường có tên là Tây du ký 1986. Cũng sau đó một phần phim tiếp theo của bộ phim gồm 16 tập đã được sản xuất vào năm 1998 và phát hành vào năm 1999.
Ở thời điểm phát sóng gốc, phim đã đạt tỷ suất khán giả trung bình là 89,4%, trong đó đối tượng có trình độ đại học tỷ lệ xem là 85,2%, đối tượng mù chữ hay chưa biết chữ (không tính trẻ em) tỷ lệ xem là 100%. Vào năm 2008, phim đã được bình chọn là một trong 30 bộ phim truyền hình có sức ảnh hưởng lớn nhất trong suốt 30 năm phim truyền hình Trung Quốc. Cũng theo một thống kê chưa đầy đủ, đến năm 2014, bộ phim đã được chiếu lại hơn 3.000 lần bởi các đài truyền hình tại Trung Quốc (chưa kể những lần phát lại ở các quốc gia khác).
Tại Việt Nam, bộ phim được trình chiếu từ đầu những năm 1990 và cho tới nay đã chiếu lại hàng trăm lần trên nhiều kênh truyền hình khác nhau. Cũng đã có những bộ phim nối tiếp hoặc làm lại sau đó, tuy nhiên nhiều ý kiến cho rằng Tây du ký 1986 vẫn được coi là bản phim xuất sắc nhất.

## Nội dung
Tây du ký có nội dung dựa trên một câu chuyện có thật về nhà sư đời Đường Thái Tông tên là Huyền Trang, năm 21 tuổi đã một mình sang Ấn Độ để tìm thầy học đạo. Phim kể về chuyện Tôn Ngộ Không, Trư Bát Giới và Sa Tăng phò Đường Tăng sang Tây Trúc (Ấn Độ). Tuy đường đi gặp bao lần gian nan trắc trở với 81 kiếp nạn, nhưng cuối cùng họ đều vượt qua đến được xứ sở của Phật tổ (Ấn Độ), mang kinh Phật về để truyền bá ở phương Đông.

## Danh sách tập

### Phần 1
| #  | Tiêu đề (Tiếng Việt)      | Tên gốc    | Dựa trên (chương truyện) | Thời lượng (phút) |
| -- | ------------------------- | ---------- | ------------------------ | ----------------- |
| 1  | Hầu vương sơ vấn thế      | 猴王初問世 | 1-2                      | 40                |
| 2  | Quan phong Bật Mã Ôn      | 官封弼馬溫 | 2-4                      | 44                |
| 3  | Đại Thánh náo thiên cung  | 大聖鬧天宮 | 4-7                      | 57                |
| 4  | Khốn tù Ngũ Hành sơn      | 困囚五行山 | 7-9, 12-13               | 41                |
| 5  | Hầu vương hộ Đường Tăng   | 猴王保唐僧 | 13-15                    | 51                |
| 6  | Họa khởi Quan Âm viện     | 禍起觀音院 | 16-17                    | 42                |
| 7  | Kế thu Trư Bát Giới       | 計收豬八戒 | 18-19                    | 51                |
| 8  | Khảm đồ phùng tam nạn     | 坎途逢三難 | 20-24                    | 49                |
| 9  | Thâu ngật nhân sâm quả    | 偷吃人蔘果 | 24-26                    | 51                |
| 10 | Tam đả Bạch Cốt Tinh      | 三打白骨精 | 27                       | 48                |
| 11 | Trí kích Mỹ Hầu vương     | 智激美猴王 | 28-31                    | 52                |
| 12 | Đoạt bảo Liên Hoa động    | 奪寶蓮花洞 | 32-35                    | 51                |
| 13 | Trừ yêu Ô Kê quốc         | 除妖烏雞國 | 36-39                    | 58                |
| 14 | Đại chiến Hồng Hài Nhi    | 大戰紅孩兒 | 40-42                    | 42                |
| 15 | Đấu pháp hàng tam quái    | 鬥法降三怪 | 44-46                    | 65                |
| 16 | Thỉnh kinh Nữ Nhi quốc    | 趣經女兒國 | 53-55                    | 59                |
| 17 | Tam điệu Ba Tiêu phiến    | 三調芭蕉扇 | 59-61                    | 50                |
| 18 | Tảo tháp biện kì oan      | 掃塔辨奇冤 | 62-63                    | 54                |
| 19 | Ngộ nhập Tiểu Lôi Âm      | 誤入小雷音 | 64-66                    | 55                |
| 20 | Tôn hầu xảo hành y        | 孫猴巧行醫 | 68-71                    | 56                |
| 21 | Thác trụy Bàn Ty động     | 錯墜盤絲洞 | 72-73                    | 57                |
| 22 | Tứ thám Vô Để động        | 四探無底洞 | 80-83                    | 62                |
| 23 | Truyền nghệ Ngọc Hoa Châu | 傳藝玉華州 | 84-85, 88-90             | 59                |
| 24 | Thiên Trúc thu Ngọc Thố   | 天竺收玉兔 | 93-95                    | 46                |
| 25 | Ba sinh Cực Lạc thiên     | 波生極樂天 | 98-100                   | 50                |

### Phần 2
| #  | Tiêu đề (Tiếng Việt)     | Tên gốc    | Dựa trên (chương truyện) | Thời lượng (phút) |
| -- | ------------------------ | ---------- | ------------------------ | ----------------- |
| 26 | Hiểm độ Thông Thiên hà   | 險渡通天河 | 47-48                    | 43                |
| 27 | Sư đồ sinh nhị tâm       | 師徒生二心 | 49, 56-58                | 44                |
| 28 | Chân giả Mỹ Hầu Vương    | 真假美猴王 | 58                       | 44                |
| 29 | Thụ trở Sư Đà lĩnh       | 受阻獅駝嶺 | 58, 74                   | 44                |
| 30 | Ngộ tiên Khổng Tước Đài  | 遇仙孔雀台 | 75-76                    | 44                |
| 31 | Như Lai thu Đại Bàng     | 如來收大鵬 | 77, 43                   | 44                |
| 32 | Tình đoạn Hắc Thủy hà    | 情斷黑水河 | 43, 10                   | 44                |
| 33 | Thu phục Thanh Ngưu quái | 收伏青牛怪 | 50-51                    | 44                |
| 34 | Kỳ vũ Phượng Tiên quận   | 祈雨鳳仙郡 | 52, 87                   | 44                |
| 35 | Đại náo Phi Hương điện   | 大鬧披香殿 | 87, 67                   | 44                |
| 36 | Tuyệt vực biến thông đồ  | 絕域變通途 | 67, 86                   | 44                |
| 37 | Lệ tẩy Ẩn Vụ Sơn         | 淚灑隱霧山 | 86, 78                   | 44                |
| 38 | Cứu nạn Tiểu Nhi thành   | 救難小兒城 | 78-79                    | 44                |
| 39 | Tập đạo Bồ Đề Vực        | 緝盜菩提域 | 79, 88, 96-97            | 44                |
| 40 | Hoàn hồn Khấu thiện nhân | 還魂寇善人 | 97, 91                   | 44                |
| 41 | Quan đăng Kim Bình phủ   | 觀燈金平府 | 91-92                    | 43                |

## Sản xuất
Bộ phim ra đời trong hoàn cảnh khó khăn do được sản xuất vào những năm 1980 - thời điểm kỹ xảo điện ảnh ở Trung Quốc còn hạn chế. Vốn đầu tư 6 triệu nhân dân tệ tuy là một khoản tiền lớn nhưng cũng không đủ trang trải cho các chi phí để thực hiện bộ phim, do vậy nên các diễn viên và những nhân viên trong đoàn phim chỉ nhận được thù lao mang tính tượng trưng, ít ỏi. Phim được làm trong 6 năm từ năm 1982 và đến năm 1988 thì hoàn thành.
Vì đoàn phim thiếu nhân lực nên nhiều lúc diễn viên phải cùng phụ khuân vác, còn lúc thiếu diễn viên, nhân viên hậu trường cũng phải tham gia vào các vai phụ trong phim như thư ký trường quay Vu Hồng đóng vai Hoàng hậu nước Thiên Trúc; huấn luyện viên võ thuật Lâm Chí Khiêm vừa đảm nhận vai trò chỉ đạo nghệ thuật vừa đóng vai Nhị lang thần; Hạ Bá Hoa vừa đảm nhận chỉ đạo võ thuật vừa đóng vai Yêu đạo trong tập phim "Trừ yêu Ô Kê quốc" (phiên bản 1982), v.v..
Ban đầu, đoàn làm phim dự định sẽ sản xuất 30 tập phim nhưng do kinh phí chỉ đủ cho 25 tập phim nên phải bỏ dở năm tập phim còn lại. Sau này, đến năm 1998 đoàn làm phim quyết định dựng lại năm tập phim còn thiếu, nhưng do năm tập có thời lượng quá ngắn nên sau đó phim đã được cải biên thành 16 tập với một cốt truyện khác. Ở phần hai, nhiều diễn viên đóng phim ở phần một vẫn đóng tiếp tuy tuổi tác đã có phần già đi so với phiên bản trước.

### Tạo hình và kỹ xảo

Do kỹ xảo và kinh phí hạn chế, phần cảnh trên thiên đình hầu hết được quay tại phim trường (được dựng riêng tại sân khấu), nhưng nhờ cách bố trí hợp lý nên vẫn tạo ấn tượng sống động về mặt thị giác cho người xem.

Phim đã sử dụng hơn 1.000 cảnh quay kỹ xảo đều được làm bằng sức người với các phương pháp thủ công như dựng phim, ghép hình... Như để có được những hình ảnh bồng lai thiên cảnh trên thiên đình, đoàn làm phim đã phải dựng trường quay riêng tại sân khấu; cảnh Tôn Ngộ Không dùng phép Cân đẩu vân đi mây về gió cũng được dựng với thủ pháp ghép hình; với trường đoạn Tôn Ngộ Không bị đốt trong lò luyện đan của Thái Thượng Lão Quân, đoàn làm phim dựng những cảnh cháy thật, điều đã khiến cho Lục Tiểu Linh Đồng (Chương Kim Lai) sau đó bị lửa làm cháy bỏng... Chưa kể, với những con vật, linh thú hay yêu quái hiện nguyên hình, đoàn làm phim phải sử dụng những con thú nhồi bông hay dựng lên con thú đó với tỉ lệ thật.
Đối với các cảnh quay bay lượn, đoàn đều thực hiện bằng kỹ thuật quay cáp nhưng do kỹ thuật chưa được phát triển tại nội địa nên sợi dây cáp sau đó đã phải thay bằng dây thừng. Vì không có diễn viên đóng thế nên diễn viên chính sẽ phải liên tục thực hiện các cảnh quay bay lượn trên không mà không có bất kỳ sự bảo hộ nào.
Vì bị hạn chế phần kỹ xảo, phim đa phần tập trung vào phục trang và tạo hình các nhân vật; có thể thấy rõ nhất ở vai Tôn Ngộ Không khi qua mỗi giai đoạn trưởng thành nhân vật đều có các cách tạo hình khác nhau, đặc biệt những nhân vật như yêu tinh hoặc thần thánh đều thể hiện được hình thù rất đặc trưng, giúp khán giả dễ dàng phân biệt và ghi nhớ.

### Ngoại cảnh

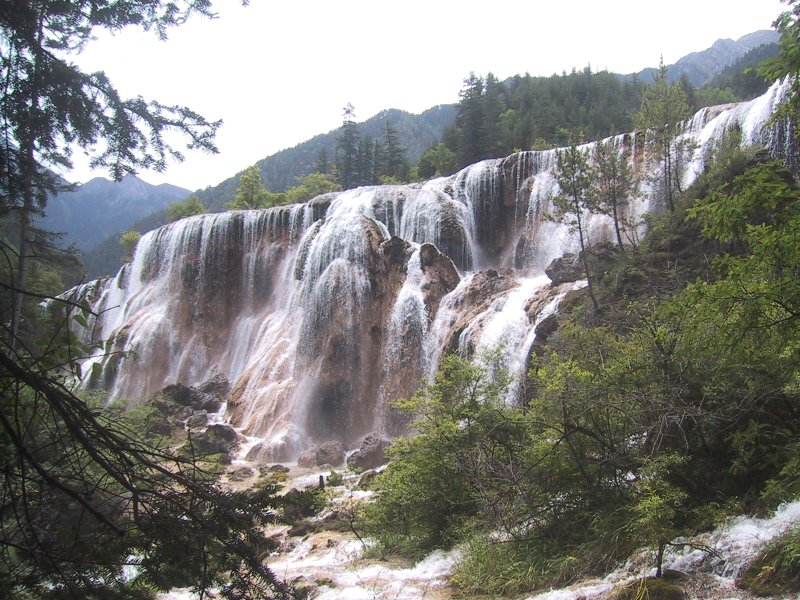
Cửu Trại Câu - một địa điểm được sử dụng làm ngoại cảnh trong Tây du ký 1986.

Phần một của phim được thực hiện quay ngoại cảnh xuyên suốt ở các tỉnh từ Bắc vào Nam: Bắc Kinh, Hồ Nam, Sơn Đông, Tam Hiệp, Tứ Xuyên, Dương Châu, Thổ Lỗ Phiên - Hỏa Diệm Sơn, Tây Song Bản Nạp, v.v.. và thậm chí còn phải sang tận Thái Lan để ghi hình.

### Âm nhạc
Phim đã có đến 20 ca khúc được sử dụng trong phim và có 30 khúc hòa tấu. Ngoài khúc hòa tấu đầu phim và ca khúc cuối phim "Đường đi ở nơi đâu?"- Cảm vấn lộ tại hà phương (敢问路在何方 (片尾曲)) do Tưởng Đại Vi (蒋大为) thể hiện, còn có các ca khúc nhỏ khác nằm rải rác ở các tập phim.

## Phát sóng
Do thời gian làm phim kéo dài vì kinh phí eo hẹp nên Tây du ký 1986 được quay và phát sóng theo kiểu cuốn chiếu. Vào ngày lễ Quốc khánh 1 tháng 10 năm 1982, CCTV đã phát sóng tập phim đầu tiên. Đến Tết Nguyên Đán năm 1986, CCTV chiếu tiếp 11 tập sau của bộ phim. Từ ngày 1 tháng 2 năm 1988, CCTV đã chính thức phát sóng trọn bộ phần một của phim bao gồm 25 tập. Phần hai của phim sau đó cũng đã được phát hành vào năm 1998 với tổng cộng 16 tập.

## Khác biệt nội dung so với nguyên tác
Tây du ký 1986 được xem là bản phim dựng khá sát so với nguyên tác với bố cục ngắn gọn, không rườm rà. Tuy nhiên cũng có một số chi tiết được dựng ra khác so với nguyên tác, thể hiện sự sáng tạo của đoàn phim:
- Trong tiểu thuyết, Tôn Ngộ Không đi bằng bốn chân và ngoại hình giống hệt như khỉ, còn Trư Bát Giới có lông màu đen và răng nanh như lợn rừng. Trong phim, Tôn Ngộ Không đi bằng hai chân và có ngoại hình nửa người nửa khỉ, trong khi Trư Bát Giới giống như một con lợn trắng béo, không có lông. Sa Tăng trong nguyên tác có khuôn mặt đen và râu tóc màu đỏ, trông rất hung dữ, còn trong phim thì Sa Tăng có khuôn mặt hoàn toàn giống người (trừ tập đầu khi xuất hiện có râu tóc màu đỏ do lúc đó vẫn còn là yêu quái trú ngụ ở sông Lưu Sa).
- Trong tiểu thuyết không hề có trường đoạn tình cảm của Bạch Long Mã và Vạn Thánh công chúa.
- Trong tiểu thuyết, chính Trư Bát Giới là người chịu trách nhiệm gánh hành lý chứ không phải Sa Tăng. Bản phim đã thêm một số chi tiết nhỏ để nhân vật Sa Tăng được xuất hiện nhiều hơn.
- Mười vị Diêm Vương trong tác phẩm gốc đã được hợp nhất thành một trong bản phim.
- Khi Tôn Ngộ Không đại náo thiên cung, Ngọc Hoàng bò dưới gầm bàn và ra lệnh mời Đức Phật đến. Không có chi tiết này trong tiểu thuyết.
- Trong tiểu thuyết, khi Đường Tăng rời Trung Hoa, ông có hai người phụ tá. Sau đó ba người bị yêu quái bắt, hai người phụ tá đã bị yêu quái ăn thịt, còn Đường Tăng được cứu thoát. Trong bản phim thì vai của hai phụ tá đó đã được cắt bỏ, Đường Tăng chỉ đi một mình khi rời Trung Hoa.
- Trong tiểu thuyết, tấm áo da hổ của Tôn Ngộ Không là do tự may mà có, trong khi tại bản phim, Đường Tăng đã may áo da hổ rồi tặng cho Ngộ Không.
- Trong tập phim khi đang thu phục Trư Bát Giới, Tôn Ngộ Không đã giải cứu nhân vật Cao tiểu thư trước khi Trư Bát Giới kịp ép cô làm vợ. Trong tiểu thuyết, Trư Bát Giới đã kết hôn với Cao tiểu thư được ba năm.
- Nạn tại Diệt Pháp quốc được dựng chung với nạn tại Ngọc hoa châu. Trong tiểu thuyết, nhà vua tại Diệt pháp quốc đã ra lệnh giết 10.000 nhà sư, còn trong phim thì sửa thành các nhà sư bị bắt rời khỏi chùa và lao động khổ sai.
- Tập phim "Đấu pháp hàng tam quái" đã loại bỏ cảnh moi tim và tắm trong chảo dầu sôi để giảm bớt hình ảnh rùng rợn, chỉ còn lại cảnh chặt đầu.
- Một số chi tiết về việc Tôn Ngộ Không, Trư Bát Giới tiêu diệt yêu ma đã bị loại khỏi phim vì quá bạo lực. Ví dụ: Sau khi tiêu diệt Bạch Cốt Tinh và bị Đường Tăng xua đuổi, Tôn Ngộ không đã quay trở lại căn cứ của Bạch Cốt Tinh và tàn sát hàng ngàn yêu tinh ở đó; khi Đường Tăng bị yêu tinh cây mê hoặc và ép ông phải kết hôn với Hạnh Tiên (một yêu tinh cây), Ngộ Không đã giết các yêu tinh đó, tuy nhiên tập 19 của bản phim sau đó đã sửa đổi thành Ngộ Không tha cho các yêu tinh cây mà chỉ cảnh cáo họ không được tái diễn việc mê hoặc con người.
- Ở nguyên tác, Đường Tăng hoàn toàn không có tình cảm yêu đương với Nữ vương Nữ nhi quốc và hai người chỉ có buổi đàm đạo thông thường, còn ở bản phim thì đã thêm vào một đoạn mô tả cảm động về tình cảm giữa hai người khi Đường Tăng được dẫn vào phòng ngủ của Nữ vương và nghe Nữ vương tỏ tình, khi đó ông đã phải cố gắng tĩnh tâm để chống lại sự cám dỗ từ sắc đẹp của Nữ vương. Một số người cho rằng tình tiết thêm vào này khá thành công vì nó thể hiện rằng Đường Tăng vẫn là người phàm, vẫn ít nhiều bị ảnh hưởng bởi sắc tình, khiến ông phải gian khổ mới vượt qua được "ải mỹ nhân" để có thể tu thành chính quả.
- Việc Đường Tăng sang Tây Trúc thỉnh kinh phải là cảnh thỉnh kinh tại Ấn Độ với Phật Thích-ca Mâu-ni, nhưng trong phim thì lại được ảo hóa là lên cõi nước tịnh độ của chư Phật tổ phương Tây.

...
Ngoài ra phim cũng có sự khác biệt với tiểu thuyết trong việc xây dựng hình tượng nhân vật (các nhân vật chính đều có sự thay đổi đáng kể về hình dạng và tính cách) và cả tư tưởng, được xem là chịu ảnh hưởng từ tư tưởng chính thống của nhà nước Cộng hòa Nhân dân Trung Hoa lúc bấy giờ.
Phần hai sản xuất năm 1998 do làm dưới dạng thuật lại cho đầy đủ nội dung, nên kịch bản cũng có nhiều biến đổi, thêm thắt nhiều nhân vật mà trong đó chủ yếu là các nhân vật nữ như: Khổng Tước công chúa (trong tiểu thuyết chỉ được mô tả thông qua lời kể của Phật tổ), Hắc Thủy Hà công chúa, Tây Hải Long công chúa, Julia (Châu Lệ Á - con gái Khấu viên ngoại), vợ anh tiều phu (thê tiều tử), thôn phụ quận Phụng Tiên, v.v..

## Giải thưởng
| Năm  | Giải thưởng                                                                                            | Đối tượng đề cử | Kết quả   | Ct     |
| ---- | --- | --------------- | --------- | ------ |
| 1987 | Giải thưởng Hiệp hội Âm thanh Điện ảnh và Truyền hình Trung Quốc lần thứ nhất                          | Chương Kim Lai  | Đoạt giải |        |
| 1988 | Giải thưởng Đại bàng vàng truyền hình Trung Quốc lần thứ 6 cho phim truyền hình xuất sắc               | Tây du ký       | Đoạt giải | [ 18 ] |
| 1988 | Nam diễn viên chính xuất sắc nhất trong Giải thưởng Đại bàng vàng truyền hình Trung Quốc lần thứ 6     | Chương Kim Lai  | Đoạt giải | [ 18 ] |
| 1988 | Giải Đặc biệt Phim truyền hình Trung Quốc Giải thưởng Đại bàng vàng lần thứ 8                          | Tây du ký       | Đoạt giải | [ 18 ] |
| 2019 | Giải thưởng xuất sắc năm 1978 "Liên hoan truyền hình kỷ nguyên mới" Phim truyền hình hàng đầu quốc gia | Tây du ký       | Đoạt giải | [ 19 ] |

## Ảnh hưởng
Sau thành công của bộ phim, sự phổ biến của nó lớn đến mức hầu hết người Trung Quốc đều nhớ rõ khuôn mặt của nhân vật Tôn Ngộ Không và nghĩ rằng "Lục Tiểu Linh Đồng" chính là tên thật của diễn viên đóng Tôn Ngộ Không, dù thực ra tên thật của ông là Chương Kim Lai. Do thành công của vai diễn Tôn Ngộ Không, nhà nước Trung Quốc sau đó đã đặc biệt cho phép Bộ an ninh công cộng ưu tiên cấp cho Chương Kim Lai hai thẻ căn cước công dân hợp pháp với hai tên gọi khác nhau: Chương Kim Lai (tên thật) và "Lục Tiểu Linh Đồng" (nghệ danh khi đóng vai Tôn Ngộ Không).
Các phiên bản làm lại của phim sau đó đã được công chiếu lần lượt vào các năm 1996, 2002, 2009 và 2011.
Phim còn nhiều lần được phát sóng lại trên các kênh sóng truyền hình tại nhiều quốc gia khác nhau. Vào năm 2008, phim được bình chọn là một trong 30 bộ phim truyền hình có sức ảnh hưởng lớn nhất trong suốt 30 năm phim truyền hình Trung Quốc. Cũng theo một thống kê chưa đầy đủ, đến năm 2014, bộ phim đã được chiếu lại hơn 3.000 lần bởi các đài truyền hình tại Trung Quốc (chưa kể những lần phát lại ở các quốc gia khác).